# Élections présidentielles sous la Cinquième République à Paris
Depuis l'adoption de la Constitution de la Cinquième République française, dix élections présidentielles ont eu lieu afin d'élire le président de la République. Cette page présente les résultats de ces élections à Paris.

## Synthèse des résultats du second tour
Jusqu'en 2002,Paris vote traditionnellement plus à droite et au Centre que la France. C'est en particulier le cas en 1981 et 1988 où le département a placé en tête respectivement Valéry Giscard d'Estaing (53,56 %) et Jacques Chirac (54,68 %) devant François Mitterrand. La tendance s'infléchit à partir de 2007, Nicolas Sarkozy (50,19 %) obtenant 3 points de moins qu'au niveau national. François Hollande (55,6 %) obtient 4 points de plus qu'au niveau national. En 2017, Emmanuel Macron obtient le meilleur score qu'au niveau national, 89,68 %, plus de 23 points que le vote national. En 2022, Emmanuel Macron obtient plus de 27 points en plus que son score national.
| 2022 | Emmanuel Macron (85,11%) (France : 58,55 %) | Marine Le Pen (14,89 %) (France : 41,45 %) | 74,10% (France : 71,99%) | 6,38% (France : 8,66%) |

| 2017 | Emmanuel Macron (89,68 %) (France : 66,10 %) | Marine Le Pen (10,32 %) (France : 33,90 %) | 78,49 % (France : 77,77 %) | 1,15 % (France : 2,47 %) |

| 2012 | François Hollande (55,6 %) (France : 51,64 %) | Nicolas Sarkozy (44,4 %) (France : 48,36 %) | 80,15 % (France : 80,35 %) | 1,2 % (France : 5,82 %) |

| 2007 | Nicolas Sarkozy (50,19 %) (France : 53,06 %) | Ségolène Royal (49,81 %) (France : 46,94 %) | 87,42 % (France : 83,97 %) | 0,82 % (France : 4,20 %) |

| 2002 | Jacques Chirac (89,97 %) (France : 82,21 %) | J.-M. Le Pen (10,03 %) (France : 17,79 %) | 70,19 % (France : 79,71 %) | 1,97 % (France : 3,38 %) |

| 1995 | Jacques Chirac (60,17 %) (France : 52,64 %) | Lionel Jospin (39,83 %) (France : 47,36 %) | 73,33 % (France : 78,38 %) | 1,62 % (France : 2,81 %) |

| 1988 | François Mitterrand (45,32 %) (France : 54,02 %) | Jacques Chirac (54,68 %) (France : 45,98 % %) | 76,87 % (France : 81,35 %) | 1,04 % (France : 2,00 %) |

| 1981 | François Mitterrand (46,44 %) (France : 51,76 %) | Valéry Giscard d'Estaing (53,56 %) (France : 48,24 %) | 77,5 % (France : 81,09 %) | 1,14 % (France : 1,62 %) |

| 1974 | Valéry Giscard d'Estaing (56,92 %) (France : 50,81 %) | François Mitterrand (43,08 %) (France : 49,19 %) | 82,8 % (France : 84,23 %) | 0,55 % (France : 0,92 %) |

| 1969 | Georges Pompidou (58,39 %) (France : 58,21 %) | Alain Poher (41,61 %) (France : 41,79 %) | 76,35 % (France : 77,59 %) | 0,73 % (France : 1,29 %) |

|  | ▲ |

## Résultats détaillés par scrutin

### 2022
Arrivé en tête du premier tour, le président sortant Emmanuel Macron (27,85 %) affronte Marine Le Pen (23,15 %), un duel identique à celui du scrutin de 2017. C'est la deuxième fois qu'un second tour opposant les mêmes candidats à deux scrutins présidentiels consécutifs a lieu après ceux où se sont affrontés Valéry Giscard d'Estaing et François Mitterrand en 1974 et 1981.
En troisième position avec 21,95 % des voix, Jean-Luc Mélenchon réalise le score le plus élevé de ses trois candidatures et arrive largement en tête de la gauche, mais échoue à accéder au second tour, avec environ 400 000 voix de moins que Marine Le Pen.
Une nouvelle fois, les partis politiques traditionnels sont absents du second tour, dans des proportions encore plus importantes que lors de la précédente élection. Le Parti socialiste et Les Républicains, représentés respectivement par Anne Hidalgo et Valérie Pécresse, s'effondrent avec des scores historiquement faibles et n'atteignent pas le seuil des 5 %, condition permettant d'être remboursé des frais de campagne.
Pour la première fois, les candidatures classées à l'extrême droite dépassent le seuil de 30 % des suffrages exprimés au premier tour tandis que les sondages d'opinion laissent annoncer un duel serré face au président sortant, la possibilité d'une victoire pour Marine Le Pen étant pour la première fois envisagée par ceux-ci.
Le second tour voit Emmanuel Macron l'emporter par 58,55 % des suffrages exprimés, permettant ainsi au président sortant d'entamer un second mandat. Le septennat ayant été aboli en 2000, il devient ainsi le premier président de la République française à être réélu pour un deuxième quinquennat, le deuxième président de la Cinquième République réélu hors période de cohabitation et le quatrième président de la Cinquième République réélu.
À Paris, Emmanuel Macron arrive en tête du premier tour avec 35,34% des exprimés, suivi de Jean-Luc Mélenchon (30,08%), Éric Zemmour (8,16%), Yannick Jadot (7,61%), Valérie Pécresse (6,59%) et Marine Le Pen (5,54%). Au second tour, les électeurs ont voté à 85,11% pour Emmanuel Macron contre 14,89% pour Marine Le Pen avec un taux de participation de 74,10% des inscrits.
| Candidats                | Candidats                | Partis                   | Premier tour | Premier tour | Second tour | Second tour |
| Candidats                | Candidats                | Partis                   | Voix         | %            | Voix        | %           |
| ------------------------ | ------------------------ | ------------------------ | ------------ | ------------ | ----------- | ----------- |
|                          | Emmanuel Macron          | LREM                     | 372 820      | 35,34        | 808 107     | 85,11       |
|                          | Jean-Luc Mélenchon       | LFI                      | 317 372      | 30,08        |             |             |
|                          | Éric Zemmour             | REC                      | 86 068       | 8,16         |             |             |
|                          | Yannick Jadot            | EELV                     | 80 268       | 7,61         |             |             |
|                          | Valérie Pécresse         | LR                       | 69 564       | 6,59         |             |             |
|                          | Marine Le Pen            | RN                       | 58 429       | 5,54         | 141 405     | 14,89       |
|                          | Anne Hidalgo             | PS                       | 22 901       | 2,17         |             |             |
|                          | Fabien Roussel           | PCF                      | 17 267       | 1,64         |             |             |
|                          | Jean Lassalle            | RES                      | 12 139       | 1,15         |             |             |
|                          | Nicolas Dupont-Aignan    | DLF                      | 9 591        | 0,91         |             |             |
|                          | Philippe Poutou          | NPA                      | 5 732        | 0,54         |             |             |
|                          | Nathalie Arthaud         | LO                       | 2 891        | 0,27         |             |             |
|                          |                          |                          |              |              |             |             |
| Votes valides            | Votes valides            | Votes valides            | 1 055 062    | 98,48        | 949 512     | 93,63       |
| Votes blancs             | Votes blancs             | Votes blancs             | 11 028       | 1,03         | 49 446      | 4,88        |
| Votes nuls               | Votes nuls               | Votes nuls               | 5 267        | 0,49         | 15 171      | 1,50        |
| Total                    | Total                    | Total                    | 1 071 357    | 100          | 1 014 129   | 100         |
| Abstention               | Abstention               | Abstention               | 296 668      | 21,69        | 354 494     | 25,90       |
| Inscrits / participation | Inscrits / participation | Inscrits / participation | 1 368 025    | 78,31        | 1 368 623   | 74,10       |

### 2017
Le premier tour de l'élection présidentielle de 2017 voit s'affronter onze candidats. Emmanuel Macron arrive en tête devant Marine Le Pen et tous deux se qualifient pour le second tour. Néanmoins, avec François Fillon et Jean-Luc Mélenchon, les scores des quatre candidats ayant recueilli le plus de voix sont serrés (4,43 points entre le 1er et le 4e). Pour la première fois, aucun des candidats des deux partis politiques pourvoyeurs jusque-là des présidents de la Ve République, n'est présent au second tour. Celui-ci se tient le dimanche 7 mai et se solde par la victoire d'Emmanuel Macron, avec un total de 20 753 798 bulletins de vote en sa faveur, soit 66,10 % des suffrages exprimés, face à la candidate du Front national, qui recueille 33,90 %. Le scrutin est néanmoins marqué par une forte abstention et par un record de votes blancs ou nuls.
À Paris, Emmanuel Macron arrive en tête du premier tour avec 34,83 % des exprimés, suivi de François Fillon (26,45 %), Jean-Luc Mélenchon (19,56 %), Benoît Hamon (10,18 %) et Marine Le Pen (4,99 %). Au second tour, les électeurs ont voté à 89,68 % pour Emmanuel Macron contre 10,32 % pour Marine Le Pen avec un taux de participation de 78,49 % des inscrits.
|             | EM          | Emmanuel Macron       | 375 006   | 34,83 %    | 849 257   | 89,68 %    |  |  |
|             | LR          | François Fillon       | 284 744   | 26,45 %    |           |            |  |  |
|             | LFI         | Jean-Luc Mélenchon    | 210 548   | 19,56 %    |           |            |  |  |
|             | PS          | Benoît Hamon          | 109 550   | 10,18 %    |           |            |  |  |
|             | FN          | Marine Le Pen         | 53 719    | 4,99 %     | 97 770    | 10,32 %    |  |  |
|             | DLF         | Nicolas Dupont-Aignan | 17 997    | 1,67 %     |           |            |  |  |
|             | UPR         | François Asselineau   | 8 337     | 0,77 %     |           |            |  |  |
|             | NPA         | Philippe Poutou       | 6 799     | 0,63 %     |           |            |  |  |
|             | RES         | Jean Lassalle         | 5 490     | 0,51 %     |           |            |  |  |
|             | LO          | Nathalie Arthaud      | 2 897     | 0,27 %     |           |            |  |  |
|             | SP          | Jacques Cheminade     | 1 472     | 0,14 %     |           |            |  |  |
|             |             |                       |           |            |           |            |  |  |
|             |             |                       | Nombre    | % inscrits | Nombre    | % inscrits |  |  |
| Inscrits    | Inscrits    | Inscrits              | 1 301 637 |            | 1 301 537 |            |  |  |
| Abstentions | Abstentions | Abstentions           | 210 200   | 16,15 %    | 279 898   | 21,51 %    |  |  |
| Votants     | Votants     | Votants               | 1 091 437 | 83,85 %    | 1 021 639 | 78,49 %    |  |  |
|             |             |                       |           |            |           |            |  |  |
|             |             |                       |           | % votants  |           | % votants  |  |  |
| Blancs      | Blancs      | Blancs                | 10 627    | 0,82 %     | 57 868    | 4,45 %     |  |  |
| Nuls        | Nuls        | Nuls                  | 4 251     | 0,33 %     | 16 744    | 1,29 %     |  |  |
| Exprimés    | Exprimés    | Exprimés              | 1 076 559 | 82,71 %    | 947 027   | 72,76 %    |  |  |

### 2012
Hollande, désigné par le PS à la suite d'une primaire ouverte, devance Sarkozy dès le premier tour de l'élection présidentielle de 2012 : c'est la première fois qu'un président sortant est ainsi devancé. Au second tour, Sarkozy est battu mais par un écart plus faible qu'attendu.
À Paris, François Hollande arrive en tête du premier tour avec 34,83 % des exprimés, suivi de Nicolas Sarkozy (32,19 %), Jean-Luc Mélenchon (11,09 %), François Bayrou (9,34 %) et Marine Le Pen (6,2 %). Au second tour, les électeurs ont voté à 55,6 % pour François Hollande contre 44,4 % pour Nicolas Sarkozy avec un taux de participation de 83,02 % des inscrits.
|                | PS             | François Hollande     | 345 635   | 34,83 %    | 560 461   | 55,6 %     |  |  |
|                | UMP            | Nicolas Sarkozy       | 319 482   | 32,19 %    | 447 500   | 44,4 %     |  |  |
|                | FG             | Jean-Luc Mélenchon    | 110 101   | 11,09 %    |           |            |  |  |
|                | MoDem          | François Bayrou       | 92 664    | 9,34 %     |           |            |  |  |
|                | FN             | Marine Le Pen         | 61 503    | 6,2 %      |           |            |  |  |
|                | EELV           | Éva Joly              | 41 495    | 4,18 %     |           |            |  |  |
|                | DLF            | Nicolas Dupont-Aignan | 9 959     | 1 %        |           |            |  |  |
|                | NPA            | Philippe Poutou       | 6 644     | 0,67 %     |           |            |  |  |
|                | LO             | Nathalie Arthaud      | 2 719     | 0,27 %     |           |            |  |  |
|                | S&P            | Jacques Cheminade     | 2 272     | 0,23 %     |           |            |  |  |
|                |                |                       |           |            |           |            |  |  |
|                |                |                       | Nombre    | % inscrits | Nombre    | % inscrits |  |  |
| Inscrits       | Inscrits       | Inscrits              | 1 253 322 |            | 1 253 919 |            |  |  |
| Abstentions    | Abstentions    | Abstentions           | 248 755   | 19,85 %    | 212 870   | 16,98 %    |  |  |
| Votants        | Votants        | Votants               | 1 004 567 | 80,15 %    | 1 041 049 | 83,02 %    |  |  |
|                |                |                       |           |            |           |            |  |  |
|                |                |                       |           | % votants  |           | % votants  |  |  |
| Blancs ou nuls | Blancs ou nuls | Blancs ou nuls        | 12 093    | 1,2 %      | 33 088    | 3,18 %     |  |  |
| Exprimés       | Exprimés       | Exprimés              | 992 474   | 98,8 %     | 1 007 961 | 98,8 %     |  |  |

### 2007
Au premier tour de l'élection présidentielle de 2007, Sarkozy réussit à capter une partie des voix de Le Pen et arrive largement en tête. Royal est la première femme qualifiée pour le second tour d'une élection présidentielle. Elle est battue avec une avance de 6 points.
À Paris, Nicolas Sarkozy arrive en tête du premier tour avec 35,07 % des exprimés, suivi de Ségolène Royal (31,75 %), François Bayrou (20,73 %), Jean-Marie Le Pen (4,58 %) et Olivier Besancenot (2,09 %). Au second tour, les électeurs ont voté à 50,19 % pour Nicolas Sarkozy contre 49,81 % pour Ségolène Royal avec un taux de participation de 86,36 % des inscrits.
|                | UMP            | Nicolas Sarkozy      | 371 604   | 35,07 %    | 511 920   | 50,19 %    |  |  |
|                | PS             | Ségolène Royal       | 336 407   | 31,75 %    | 508 082   | 49,81 %    |  |  |
|                | UDF            | François Bayrou      | 219 660   | 20,73 %    |           |            |  |  |
|                | FN             | Jean-Marie Le Pen    | 48 481    | 4,58 %     |           |            |  |  |
|                | LCR            | Olivier Besancenot   | 22 099    | 2,09 %     |           |            |  |  |
|                | Les Verts      | Dominique Voynet     | 16 261    | 1,53 %     |           |            |  |  |
|                | GPA            | Marie-George Buffet  | 12 872    | 1,21 %     |           |            |  |  |
|                | MPF            | Philippe de Villiers | 11 618    | 1,1 %      |           |            |  |  |
|                | SE             | José Bové            | 10 904    | 1,03 %     |           |            |  |  |
|                | LO             | Arlette Laguiller    | 6 188     | 0,58 %     |           |            |  |  |
|                | CNRSP          | Gérard Schivardi     | 1 770     | 0,17 %     |           |            |  |  |
|                | CPNT           | Frédéric Nihous      | 1 677     | 0,16 %     |           |            |  |  |
|                |                |                      |           |            |           |            |  |  |
|                |                |                      | Nombre    | % inscrits | Nombre    | % inscrits |  |  |
| Inscrits       | Inscrits       | Inscrits             | 1 221 993 |            | 1 222 231 |            |  |  |
| Abstentions    | Abstentions    | Abstentions          | 153 719   | 12,58 %    | 166 699   | 13,64 %    |  |  |
| Votants        | Votants        | Votants              | 1 068 274 | 87,42 %    | 1 055 532 | 86,36 %    |  |  |
|                |                |                      |           |            |           |            |  |  |
|                |                |                      |           | % votants  |           | % votants  |  |  |
| Blancs ou nuls | Blancs ou nuls | Blancs ou nuls       | 8 733     | 0,82 %     | 35 530    | 3,37 %     |  |  |
| Exprimés       | Exprimés       | Exprimés             | 1 059 541 | 99,18 %    | 1 020 002 | 96,63 %    |  |  |

### 2002
Après cinq années de cohabitation, un duel est attendu entre Chirac et le Premier ministre Jospin lors de l'élection présidentielle de 2002, mais, à la surprise générale, ce dernier est devancé par Le Pen au premier tour. Au second tour, Chirac bénéficie du ralliement de la gauche et reçoit un score sans précédent. Il s'agit de la première élection pour un mandat de cinq ans et non plus sept.
À Paris, Jacques  Chirac arrive en tête du premier tour avec 24,01 % des exprimés, suivi de Lionel  Jospin (19,94 %), Jean-Marie  Le Pen (9,35 %), François Bayrou (7,91 %) et Noel  Mamere (7,39 %). Au second tour, les électeurs ont voté à 89,97 % pour Jacques  Chirac contre 10,03 % pour Jean-Marie  Le Pen avec un taux de participation de 82,94 % des inscrits.
|                | RPR            | Jacques Chirac          | 178 658   | 24,01 %    | 784 741   | 89,97 %    |  |  |
|                | PS             | Lionel Jospin           | 148 401   | 19,94 %    |           |            |  |  |
|                | FN             | Jean-Marie Le Pen       | 69 583    | 9,35 %     | 87 501    | 10,03 %    |  |  |
|                | UDF            | François Bayrou         | 58 869    | 7,91 %     |           |            |  |  |
|                | Les Verts      | Noël Mamère             | 54 964    | 7,39 %     |           |            |  |  |
|                | MC             | Jean-Pierre Chevènement | 49 275    | 6,62 %     |           |            |  |  |
|                | DL             | Alain Madelin           | 48 372    | 6,5 %      |           |            |  |  |
|                | PRG            | Christiane Taubira      | 28 157    | 3,78 %     |           |            |  |  |
|                | LCR            | Olivier Besancenot      | 25 450    | 3,42 %     |           |            |  |  |
|                | LO             | Arlette Laguiller       | 22 684    | 3,05 %     |           |            |  |  |
|                | Cap21          | Corinne Lepage          | 18 272    | 2,46 %     |           |            |  |  |
|                | PC             | Robert Hue              | 16 258    | 2,19 %     |           |            |  |  |
|                | FRS            | Christine Boutin        | 11 115    | 1,49 %     |           |            |  |  |
|                | MNR            | Bruno Mégret            | 7 609     | 1,02 %     |           |            |  |  |
|                | CPNT           | Jean Saint-Josse        | 3 899     | 0,52 %     |           |            |  |  |
|                | PT             | Daniel Gluckstein       | 2 494     | 0,34 %     |           |            |  |  |
|                |                |                         |           |            |           |            |  |  |
|                |                |                         | Nombre    | % inscrits | Nombre    | % inscrits |  |  |
| Inscrits       | Inscrits       | Inscrits                | 1 081 420 |            | 1 081 313 |            |  |  |
| Abstentions    | Abstentions    | Abstentions             | 322 390   | 29,81 %    | 184 502   | 17,06 %    |  |  |
| Votants        | Votants        | Votants                 | 759 030   | 70,19 %    | 896 811   | 82,94 %    |  |  |
|                |                |                         |           |            |           |            |  |  |
|                |                |                         |           | % votants  |           | % votants  |  |  |
| Blancs ou nuls | Blancs ou nuls | Blancs ou nuls          | 14 970    | 1,97 %     | 24 569    | 2,74 %     |  |  |
| Exprimés       | Exprimés       | Exprimés                | 744 060   | 98,03 %    | 872 242   | 97,26 %    |  |  |

### 1995
Après une nouvelle cohabitation et alors que la droite est particulièrement divisée entre Chirac et le Premier ministre Balladur, Jospin réussit à arriver en tête au premier tour de l'élection présidentielle de 1995, malgré la très lourde défaite de la gauche aux législatives de 1993. Au second tour, il est battu par Chirac.
À Paris, Jacques Chirac arrive en tête du premier tour avec 32,19 % des exprimés, suivi de Lionel Jospin (26,02 %), Édouard Balladur (16,6 %), Jean-Marie Le Pen (9,25 %) et Arlette Laguiller (4,83 %). Au second tour, les électeurs ont voté à 60,17 % pour Jacques Chirac contre 39,83 % pour Lionel Jospin avec un taux de participation de 77,43 % des inscrits.
|                | RPR            | Jacques Chirac       | 271 278   | 32,19 %    | 524 619   | 60,17 %    |  |  |
|                | PS             | Lionel Jospin        | 219 254   | 26,02 %    | 347 331   | 39,83 %    |  |  |
|                | RPR            | Édouard Balladur     | 139 869   | 16,6 %     |           |            |  |  |
|                | FN             | Jean-Marie Le Pen    | 77 909    | 9,25 %     |           |            |  |  |
|                | LO             | Arlette Laguiller    | 40 693    | 4,83 %     |           |            |  |  |
|                | PC             | Robert Hue           | 39 469    | 4,68 %     |           |            |  |  |
|                | Les Verts      | Dominique Voynet     | 30 608    | 3,63 %     |           |            |  |  |
|                | MPF            | Philippe de Villiers | 21 923    | 2,6 %      |           |            |  |  |
|                | S&P            | Jacques Cheminade    | 1 658     | 0,2 %      |           |            |  |  |
|                |                |                      |           |            |           |            |  |  |
|                |                |                      | Nombre    | % inscrits | Nombre    | % inscrits |  |  |
| Inscrits       | Inscrits       | Inscrits             | 1 168 044 |            | 1 167 541 |            |  |  |
| Abstentions    | Abstentions    | Abstentions          | 311 532   | 26,67 %    | 263 472   | 22,57 %    |  |  |
| Votants        | Votants        | Votants              | 856 512   | 73,33 %    | 904 069   | 77,43 %    |  |  |
|                |                |                      |           |            |           |            |  |  |
|                |                |                      |           | % votants  |           | % votants  |  |  |
| Blancs ou nuls | Blancs ou nuls | Blancs ou nuls       | 13 851    | 1,62 %     | 32 119    | 3,55 %     |  |  |
| Exprimés       | Exprimés       | Exprimés             | 842 661   | 98,38 %    | 871 950   | 96,45 %    |  |  |

### 1988
Après deux ans de cohabitation, Mitterrand affronte le Premier ministre Chirac lors de l'élection présidentielle de 1988. Le Pen obtient au premier tour un score jusque-là sans précédent pour un parti d'extrême droite. Au second tour, Mitterrand est facilement réélu.
À Paris, Jacques Chirac arrive en tête du premier tour avec 31,57 % des exprimés, suivi de François Mitterrand (29,48 %), Raymond Barre (13,6 %), Jean-Marie Le Pen (13,38 %) et André Lajoinie (3,66 %). Au second tour, les électeurs ont voté à 54,68 % pour Jacques Chirac contre 45,32 % pour François Mitterrand avec un taux de participation de 80,22 % des inscrits.
|                | RPR                   | Jacques Chirac      | 297 514   | 31,57 %    | 529 656   | 54,68 %    |  |  |
|                | PS                    | François Mitterrand | 277 768   | 29,48 %    | 439 007   | 45,32 %    |  |  |
|                | SE                    | Raymond Barre       | 128 128   | 13,6 %     |           |            |  |  |
|                | FN                    | Jean-Marie Le Pen   | 126 123   | 13,38 %    |           |            |  |  |
|                | PC                    | André Lajoinie      | 34 477    | 3,66 %     |           |            |  |  |
|                | Les Verts             | Antoine Waechter    | 34 316    | 3,64 %     |           |            |  |  |
|                | Communiste rénovateur | Pierre Juquin       | 25 964    | 2,76 %     |           |            |  |  |
|                | LO                    | Arlette Laguiller   | 14 820    | 1,57 %     |           |            |  |  |
|                | MPT                   | Pierre Boussel      | 3 215     | 0,34 %     |           |            |  |  |
|                |                       |                     |           |            |           |            |  |  |
|                |                       |                     | Nombre    | % inscrits | Nombre    | % inscrits |  |  |
| Inscrits       | Inscrits              | Inscrits            | 1 238 623 |            | 1 238 762 |            |  |  |
| Abstentions    | Abstentions           | Abstentions         | 286 439   | 23,13 %    | 245 064   | 19,78 %    |  |  |
| Votants        | Votants               | Votants             | 952 184   | 76,87 %    | 993 698   | 80,22 %    |  |  |
|                |                       |                     |           |            |           |            |  |  |
|                |                       |                     |           | % votants  |           | % votants  |  |  |
| Blancs ou nuls | Blancs ou nuls        | Blancs ou nuls      | 9 859     | 1,04 %     | 25 035    | 2,52 %     |  |  |
| Exprimés       | Exprimés              | Exprimés            | 942 325   | 98,96 %    | 968 663   | 97,48 %    |  |  |

### 1981
Lors de l'élection présidentielle de 1981, Giscard d'Estaing arrive en tête au premier tour et affronte, comme la fois précédente, Mitterrand. Pour la première fois, un président sortant est battu : Mitterrand devient le premier président de gauche de la Ve République.
À Paris, Jacques Chirac arrive en tête du premier tour avec 26,98 % des exprimés, suivi de Valéry Giscard d'Estaing (25,96 %), François Mitterrand (24,59 %), Georges Marchais (9,17 %) et Brice Lalonde (4,07 %). Au second tour, les électeurs ont voté à 56,92 % pour Valéry Giscard d'Estaing contre 46,44 % pour François Mitterrand avec un taux de participation de 82,63 % des inscrits.
|                | RPR            | Jacques Chirac           | 263 096   | 26,98 %    |           |            |  |  |
|                | UDF            | Valéry Giscard d'Estaing | 253 155   | 25,96 %    | 544 447   | 53,56 %    |  |  |
|                | PS             | François Mitterrand      | 239 718   | 24,59 %    | 472 078   | 46,44 %    |  |  |
|                | PC             | Georges Marchais         | 89 376    | 9,17 %     |           |            |  |  |
|                | MEP            | Brice Lalonde            | 39 696    | 4,07 %     |           |            |  |  |
|                | MRG            | Michel Crépeau           | 20 708    | 2,12 %     |           |            |  |  |
|                | Divers droite  | Michel Debré             | 17 575    | 1,8 %      |           |            |  |  |
|                | PSU            | Huguette Bouchardeau     | 17 532    | 1,8 %      |           |            |  |  |
|                | Divers droite  | Marie-France Garaud      | 17 308    | 1,78 %     |           |            |  |  |
|                | LO             | Arlette Laguiller        | 16 871    | 1,73 %     |           |            |  |  |
|                |                |                          |           |            |           |            |  |  |
|                |                |                          | Nombre    | % inscrits | Nombre    | % inscrits |  |  |
| Inscrits       | Inscrits       | Inscrits                 | 1 272 577 |            | 1 272 583 |            |  |  |
| Abstentions    | Abstentions    | Abstentions              | 286 282   | 22,5 %     | 221 082   | 17,37 %    |  |  |
| Votants        | Votants        | Votants                  | 986 295   | 77,5 %     | 1 051 501 | 82,63 %    |  |  |
|                |                |                          |           |            |           |            |  |  |
|                |                |                          |           | % votants  |           | % votants  |  |  |
| Blancs ou nuls | Blancs ou nuls | Blancs ou nuls           | 11 260    | 1,14 %     | 34 976    | 3,33 %     |  |  |
| Exprimés       | Exprimés       | Exprimés                 | 975 035   | 98,86 %    | 1 016 525 | 96,67 %    |  |  |

### 1974
L'élection présidentielle de 1974 est une élection anticipée à la suite de la mort de Pompidou. Mitterrand, candidat unique de la gauche, est largement en tête au premier tour devant Giscard d'Estaing, qui distance lui-même Chaban-Delmas. Au terme d'une campagne animée, marquée par un débat télévisé tendu, Giscard d'Estaing l'emporte avec une très courte avance.
À Paris, Valéry Giscard d'Estaing arrive en tête du premier tour avec 39,54 % des exprimés, suivi de François Mitterrand (37,34 %), Jacques Chaban-Delmas (13,79 %), Jean Royer (3,15 %) et René Dumont (2,32 %). Au second tour, les électeurs ont voté à 56,92 % pour Valéry Giscard d'Estaing contre 43,08 % pour François Mitterrand avec un taux de participation de 85,31 % des inscrits.
|                | RI             | Valéry Giscard d'Estaing | 411 229   | 39,54 %    | 604 389   | 56,92 %    |  |  |
|                | PS             | François Mitterrand      | 388 322   | 37,34 %    | 457 429   | 43,08 %    |  |  |
|                | UDR            | Jacques Chaban-Delmas    | 143 378   | 13,79 %    |           |            |  |  |
|                | SE             | Jean Royer               | 32 784    | 3,15 %     |           |            |  |  |
|                | SE, écologiste | René Dumont              | 24 142    | 2,32 %     |           |            |  |  |
|                | LO             | Arlette Laguiller        | 16 275    | 1,56 %     |           |            |  |  |
|                | FN             | Jean-Marie Le Pen        | 9 728     | 0,94 %     |           |            |  |  |
|                | MDSF           | Émile Muller             | 5 719     | 0,55 %     |           |            |  |  |
|                | FCR            | Alain Krivine            | 4 335     | 0,42 %     |           |            |  |  |
|                | MFE            | Jean-Claude Sebag        | 1 978     | 0,19 %     |           |            |  |  |
|                | NAR            | Bertrand Renouvin        | 1 540     | 0,15 %     |           |            |  |  |
|                |                |                          |           |            |           |            |  |  |
|                |                |                          | Nombre    | % inscrits | Nombre    | % inscrits |  |  |
| Inscrits       | Inscrits       | Inscrits                 | 1 262 868 |            | 1 262 671 |            |  |  |
| Abstentions    | Abstentions    | Abstentions              | 217 187   | 17,2 %     | 185 486   | 14,69 %    |  |  |
| Votants        | Votants        | Votants                  | 1 045 681 | 82,8 %     | 1 077 185 | 85,31 %    |  |  |
|                |                |                          |           |            |           |            |  |  |
|                |                |                          |           | % votants  |           | % votants  |  |  |
| Blancs ou nuls | Blancs ou nuls | Blancs ou nuls           | 5 740     | 0,55 %     | 15 367    | 1,43 %     |  |  |
| Exprimés       | Exprimés       | Exprimés                 | 1 039 941 | 99,45 %    | 1 061 818 | 98,57 %    |  |  |

### 1969
L'élection présidentielle de 1969 est une élection anticipée à la suite de la démission de De Gaulle. La gauche se lance désunie dans la course et, bien que Duclos (PCF) manque de le devancer, c'est le président par intérim Poher qui accède au second tour face à l'ex-Premier ministre Pompidou. Alors que Duclos refuse d'appeler à voter au second tour pour « bonnet blanc ou blanc bonnet », Pompidou est finalement largement élu.
À Paris, Georges Pompidou arrive en tête du premier tour avec 45,23 % des exprimés, suivi de Alain Poher (23,6 %), Jacques Duclos (18,62 %), Gaston Defferre (5,95 %) et Michel Rocard (4,28 %). Au second tour, les électeurs ont voté à 58,39 % pour Georges Pompidou contre 41,61 % pour Alain Poher avec un taux de participation de 65,28 % des inscrits.
|                | UDR            | Georges Pompidou | 495 647   | 45,23 %    | 524 388   | 58,39 %    |  |  |
|                | CD             | Alain Poher      | 258 607   | 23,6 %     | 373 744   | 41,61 %    |  |  |
|                | PC             | Jacques Duclos   | 203 989   | 18,62 %    |           |            |  |  |
|                | SFIO           | Gaston Defferre  | 65 216    | 5,95 %     |           |            |  |  |
|                | PSU            | Michel Rocard    | 46 908    | 4,28 %     |           |            |  |  |
|                | LC             | Alain Krivine    | 16 280    | 1,49 %     |           |            |  |  |
|                | SE             | Louis Ducatel    | 9 151     | 0,84 %     |           |            |  |  |
|                |                |                  |           |            |           |            |  |  |
|                |                |                  | Nombre    | % inscrits | Nombre    | % inscrits |  |  |
| Inscrits       | Inscrits       | Inscrits         | 1 445 754 |            | 1 445 400 |            |  |  |
| Abstentions    | Abstentions    | Abstentions      | 341 899   | 23,65 %    | 501 867   | 34,72 %    |  |  |
| Votants        | Votants        | Votants          | 1 103 855 | 76,35 %    | 943 533   | 65,28 %    |  |  |
|                |                |                  |           |            |           |            |  |  |
|                |                |                  |           | % votants  |           | % votants  |  |  |
| Blancs ou nuls | Blancs ou nuls | Blancs ou nuls   | 8 057     | 0,73 %     | 45 401    | 4,81 %     |  |  |
| Exprimés       | Exprimés       | Exprimés         | 1 095 798 | 99,27 %    | 898 132   | 95,19 %    |  |  |